# Oxyopes chiapas
Oxyopes chiapas är en spindelart som beskrevs av Brady 1975. Oxyopes chiapas ingår i släktet Oxyopes och familjen lospindlar. Inga underarter finns listade i Catalogue of Life.